# Oddevall/Sjåstad
Oddevall/Sjåstad är en tätort i Liers kommun i Buskerud fylke i sydöstra Norge. Orten ligger vid fylkesväg 2700, cirka tio kilometer norr om kommunens centralort Lierbyen. Den omfattar bebyggelse i de båda sammanväxta orterna Oddevall och Sjåstad.
Söder om tätorten finns Sjåstads kyrka.